# Ewolucja mozaikowa
Ewolucja mozaikowa – ewolucja, w której zmiany zachodzą w pewnych częściach ciała lub układach bez jednoczasowych zmian w innych, wedle innej definicji jest to ewolucja cech przebiegająca z różnym tempem w obrębie bądź pomiędzy gatunkami. W teorii ewolucji zajmuje miejsce wśród trendów długoterminowych bądź w makroewolucji.

## Neodarwinizm
W neodarwinizmie, jak postulował Stephen Jay Gould, znajduje się miejsce dla zróżnicowanego rozwoju, gdy formy życia osiągają jakiś kształt czy wielkość wcześniej bądź później. Dzieje się tak z powodu alomorfizmu. Narządy rozwijają się w różnym tempie, gdy stworzenie rośnie i dojrzewa. Wobec tego heterochroniczny zegar obejmuje trzy rzeczy:
- czas jako linia prosta
- ogólne rozmiary ciała jako linia krzywa
- kształt jako inna linia krzywa[3].

Gdy stworzenie cechuje się zaawansowanymi rozmiarami, może ewoluować w kierunku ich zmniejszenia, alternatywnie może zachowywać swe rozmiary bądź zmieniać się w stworzenie większe. Nie wystarcza to do zrozumienia mechanizmu heterochronii. Rozmiar musi wiązać się z kształtem, stworzenie może zachować cechy pedomorficzne (dziecięce) w zaawansowanym kształcie ciała bądź wykazywać w swym wyglądzie rekapitulację, gdy zmiany kształtu ciała pozostaną w opóźnieniu. Używane tu nazwy nie są zbyt celne, jako że dawne teorie były mylące.
Organizm na drodze swej ontogenezy może wykazywać heterochroniczne cechy w sześciu wymiarach, choć Gould przyznał, że występują pewne związki pomiędzy wzrostem i dojrzewaniem płciowym. Stworzenie może dla przykładu prezentować pewne cechy neoteniczne i opóźniony rozwój, co skutkuje nowymi właściwościami pochodzącymi od oryginalnego organizmu jedynie dzięki tym samym genom regulacyjnym. Większość nowych cech człowieka w porównaniu z najbliższymi mu wielkimi małpami ma właśnie taką naturę, nie wynika z większych zmian w genach strukturalnych.

## Przykłady

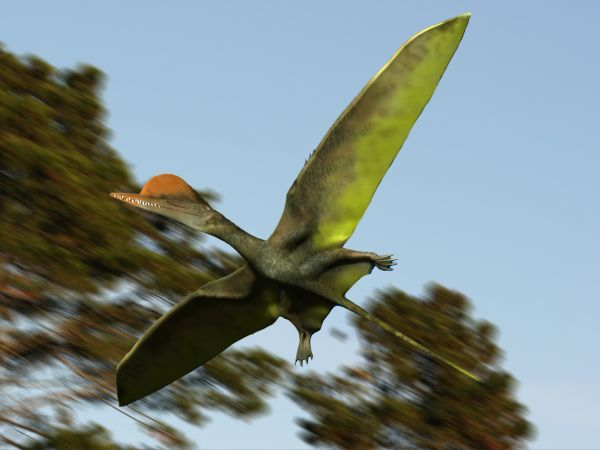
Darwinopterus

Dowodów popierających tę koncepcję dostarczyła paleontologia. Nie uważa się, by ten wzorzec był uniwersalny, ale istnieje obecnie szeroki wachlarz przykładów obejmujących różne taksony, wśród nich choćby:
- ewolucja człowiekowatych: wczesna ewolucja dwunożności u Australopithecinae i modyfikacja obręczy miednicznej wyprzedziły znacznie jakiekolwiek ważniejsze zmiany budowy czaszki czy wielkości mózgu[4][5]
- Archaeopteryx. Około 150 lat temu Thomas Henry Huxley porównał Archaeopteryx i małego teropoda kompsognata. Obie skamieliny pochodziły z wapieni z Solnhofen w Bawarii. Uczony wykazał, że skamieniałości są bardzo podobne z wyjątkiem przednich kończyn i piór archeopteryksa. Huxley badał podstawowe powiązania pomiędzy ptakami i gadami, które połączył w zauropsydy[6]. W pozostałej części szkieletu nie znalazł większych różnic.
- nornik łąkowy przez ostatnie 500.000 lat[7]
- pterozaur Darwinopterus. Gatunek typowy D. modularis był pierwszym znanym pterozaurem posiadającym zarówno cechy długoogoniastego ramforychowca, jak pterodaktyla, która to grupa charakteryzowała się krótkim ogonem[8]
- ewolucja koniowatych, w trakcie której główne zmiany zachodziły w różnym czasie, niejednocześnie[9][10].
- ewolucja ssaków, zwłaszcza w mezozoiku[11][12][13].